# Japanagromyza stylata
Japanagromyza stylata är en tvåvingeart som beskrevs av Mitsuhiro Sasakawa 1963. Japanagromyza stylata ingår i släktet Japanagromyza och familjen minerarflugor. Inga underarter finns listade i Catalogue of Life.